# Fender Telecaster
Fender Telecaster, também conhecida no Brasil como Tele,[carece de fontes?] é uma guitarra elétrica de corpo sólido fabricada pela Fender. O seu projeto simples, mas eficaz e seu som revolucionário inovou e criou tendências na fabricação de guitarra e na música popular. Este é um dos três modelos de guitarra mais famosos da história, juntamente com a Gibson Les Paul e a Fender Stratocaster.
Inicialmente distribuída como Fender Broadcaster em meados de 1950, foi a primeira guitarra de corpo sólido a ser produzida em uma escala significativa e é produzida continuamente até os dias de hoje, desde sua primeira versão.
Assim como a Stratocaster, a Telecaster é uma guitarra versátil, podendo ser utilizada em boa parte dos estilos musicais como o country, reggae, rock, pop, folk, soul, R&B, blues, jazz, punk rock e o heavy metal.

## Origem
A Fender Telecaster foi desenvolvida por Leo Fender em Fullerton, Califórnia em 1950. No período de aproximadamente entre 1932-1949, muitos artesãos e empresas experimentaram guitarras elétricas de corpo sólido, mas nenhuma teve um impacto significativo no mercado. A Telecaster de Leo Fender foi o projeto que, finalmente, colocou a guitarra de corpo sólido no mapa.

## Construção
Na sua forma clássica, a guitarra é de construção extremamente simples, com o braço e escala produzidos com uma única peça de maple, aparafusado ao corpo feito de Alder, com a superfície plana na parte da frente e na parte de trás. O hardware inclui dois captadores single-coils selecionados através de uma chave de 3 posições(braço / braço + ponte / ponte) e dois knobs, sendo um de Tonalidade e outro de Volume. O pickguard(escudo) inicialmente foi fabricado com celuloide (mais tarde de plástico), parafusado diretamente sobre o corpo, com cinco (mais tarde oito) parafusos.
A ponte possui três carrinhos, cada um para duas cordas, com regulagem de altura e posição.
O violão rapidamente ganhou uma sequência, e outras empresas como a Gibson, cujo modelo Les Paul foi introduzido em 1952, e mais tarde Gretsch, Rickenbacker além de muitas outras começaram a trabalhar em modelos de guitarras com corpo sólido para produção. Havia modelos que utilizavam um "cover" sobre toda a ponte, muitas vezes chamado de "cinzeiro". Essa peça tinha por objetivo melhorar o aterramento, porem dificultava a tocabilidade de alguns guitarristas, impedindo técnicas de "Palm mute" por exemplo.
A configuração original da chave seletora usada entre 1950 a 1952 permitia a seleção do captador do braço com corte dos tons agudos na primeira posição (para um som mais grave), o captador do braço com seu tom natural na segunda posição sem alterações no tom e, na terceira posição, ponte e braço com seus tons combinados variando a intensidade no botão de ajuste de tonalidade. O primeiro botão funciona normalmente como controlador do volume principal. Nessa configuração não havia um botão de controle verdadeiro de tonalidade.
Típicas Telecasters modernas (como as de versão American Standard) incorporam vários detalhes diferentes da forma clássica. Elas normalmente possuem 22 trastes (em vez de 21) e o ajuste do tensor é feito na ponta do headstock, em vez da ponta no corpo, o que exigia a remoção do braço no modelo original. A ponte de três saddles do modelo original foi sendo substituída por uma versão de seis saddles, permitindo um ajuste independente de comprimento e altura para cada corda. Os longos parafusos da ponte permitem uma ampla variedade de posições para o ajuste de entonação. A placa de metal estampado da ponte foi substituída por uma chapa plana, e a capa cromada removível da ponte (frequentemente chamada de "cinzeiro" por conta da sua utilidade secundária) foi descontinuada para a maioria dos modelos.
Na década de 1970, o design do corpo da Telecaster foi mudado para uma nova forma "suavizada", com um entalhe menos acentuado na curva superior, onde o corpo se liga ao braço. Este estilo foi descontinuado em 1982.
O modelo Elite Telecaster de 1983 incorporou dois captadores humbucker especialmente projetados, alimentados por um circuito ativo que incluía um potenciômetro "TBX"  e um amplificador de frequência média "MDX" com 12dB de ganho. Outros componentes incluíam uma ponte hardtail "Freeflyte" e tarraxas de metal perolizadas. Esta guitarra foi uma das últimas Fenders da era da CBS a incluir um sistema de ajuste de tensor "BiFlex" e retentores de corda "EasyGlider" de baixa fricção. Após a CBS  vender a Fender a um grupo de empregados liderados por Bill C. Schultz em 1985, o Elite Telecaster, bem como os outros modelos Elite, deixou de ser produzido. A Fender Japan fez a sua própria versão do Elite Telecaster ao final de 1984, com um braço de 22 trastes médio-jumbo e um moderno raio de escala de 9.5'' polegadas.
Hoje em dia ela é muito usada por artistas grunge, como Pearl Jam, ou apenas um rock leve e clássico com uma levada de jazz ou funk tais como Red Hot Chili Peppers, U2, The Rolling Stones, Audioslave, entre outros. Também é utilizada pela banda de Manguebeat Nação Zumbi, embora a mais amplamente usada seja a Gibson SG. Também o artista inglês Syd Barrett, membro fundador da banda Pink Floyd, usava a Fender Telecaster. A artista japonesa Haruna Ono, guitarrista e vocalista da banda SCANDAL, usa uma telecaster. A artista canadense Avril Lavigne usa esse tipo de guitarra desde 2004, do lançamento do seu CD Under My Skin até agora.